# Хронологія утисків української мови
Лінгвоцид української мови — цілеспрямовані заборони та утиски української мови з метою її викорінення в Україні та поза її межами під владами Речі Посполитої, Імперії Габсбургів, Російської імперії, Румунського королівства, Другої Польської Республіки, СРСР та російської військової окупації у першій половині XXI століття.

## Хронологія

### XVII століття
- 1620 — московський патріарх Філарет проголошує анатему, яка мала тривати до кінця століття, на «книги литовського друку» (йдеться про українські та білоруські), практично єдині світські книги, доступні в російському цараті[5].
- 1627 – наказ царя Михайла з подання московського патріарха Філарета спалити в державі всі примірники надрукованого в Україні «Учительного Євангелія» Кирила Ставровецького[6][7], який роком раніше перейшов в унію «щоб та єресь і смута в світі не була» (рос. дореф. «чтобъ та ересь и смута въ мірѣ не была»)[8][6].
- 1636 — закриття Острозької академії
- 1667 — Андрусівська угода. Укладаючи договори з поляками, цар Олексій ставив такі вимоги стосовно українських книг, їх авторів та видавців: «Усі ті, в яких місцевостях книги друковані та їхні творці, також друкарі, смертю страчені та книги зібравши, спалені були й надалі, щоб міцне замовлення було безчесних злодіїв (рос. «воров») книг нікому з наших королівської величності підданих ніде не друкувати під страхом смертної кари»[9].
- 1677 — наказ патріарха Іоакима видерти з українських книжок аркуші «не подібні до книг московських»[9].
- 1688 – за наказом московського патріарха Іоакима у величезних багаттях на вулицях Москви спалили «Вінець Христов» Антонія Радивиловського, разом з ним понищили також твори видатних українських богословів — Петра Могили, Лазаря Барановича та Інокентія Ґізеля.[10]
- 1690 – засудження та накладено «проклятство й анатема»[3] Собору РПЦ на «Кіевскія Новыя Книги» П. Могили, К. Ставровецького, С. Полоцького, Т. Софоновича, Є. Славинецького, Й. Галятовського, Л. Барановича, А. Радивиловського та інших[11][12].
- 1693 — після підписання Б. Хмельницьким 1654 року в Переяславі договору з російським царем розпочато широкий наступ на українську книжку[6]. патріарх Московський Адріан дозволяє друкувати «місцевим наріччям» лише короткі твори, забороняє розповсюдження їх за межами українських єпархій. Він дотримувався вчення патріарха Іоакима, який запровадив обов'язкове навчання, придушуючи будь-які особливості, зокрема українську редакцію церковнослов'янської мови та близько 300 книг, виданих у Києві протягом XVII ст.[13]
- 1696 – ухвала Сейму Речі Посполитої про запровадження польської мови в українських урядових канцеляріях.[9][11][14]

### XVIII століття

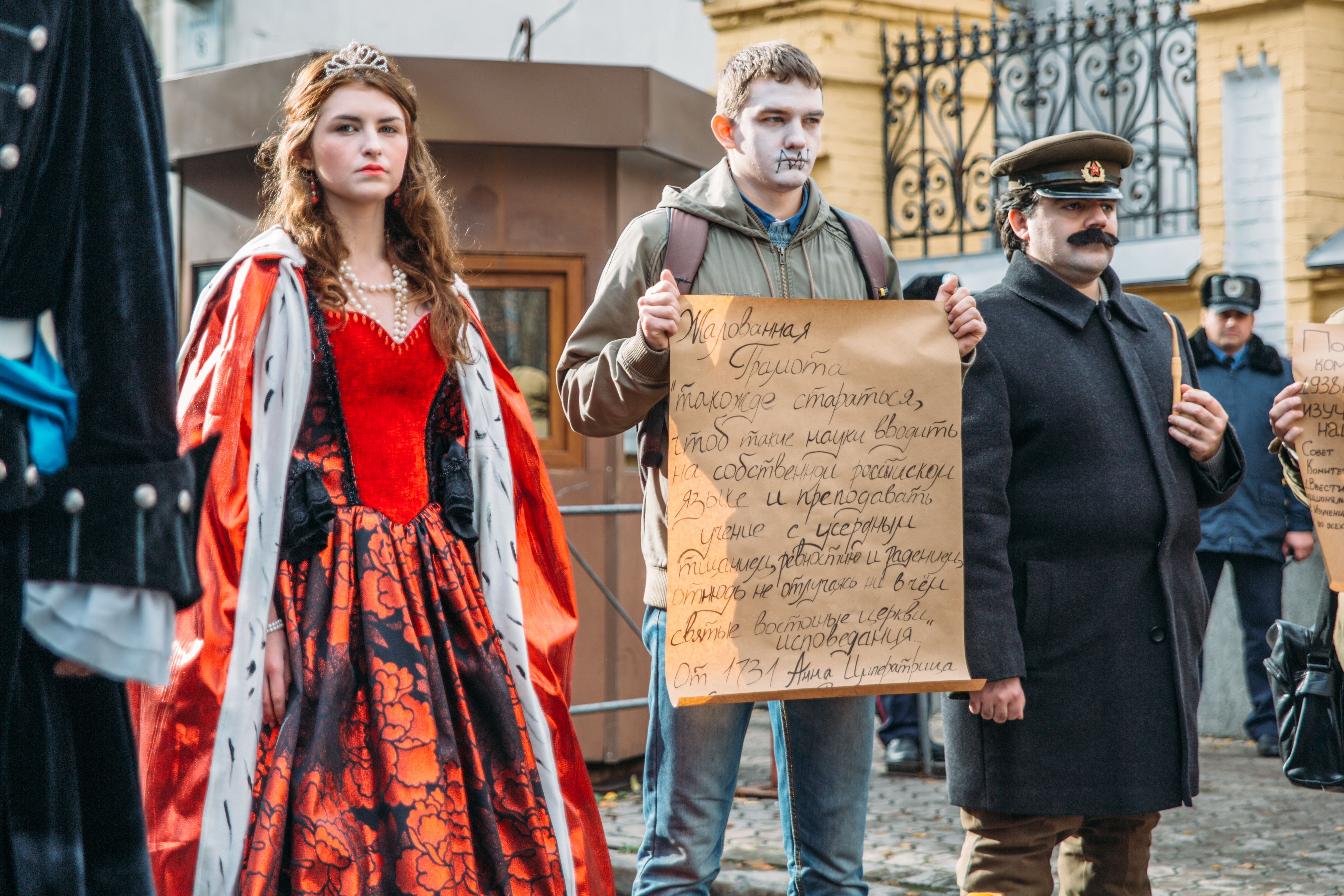
«Анна Іванівна» та її «грамота 1731 року» під час перформансу проти русифікації, 2015 р.

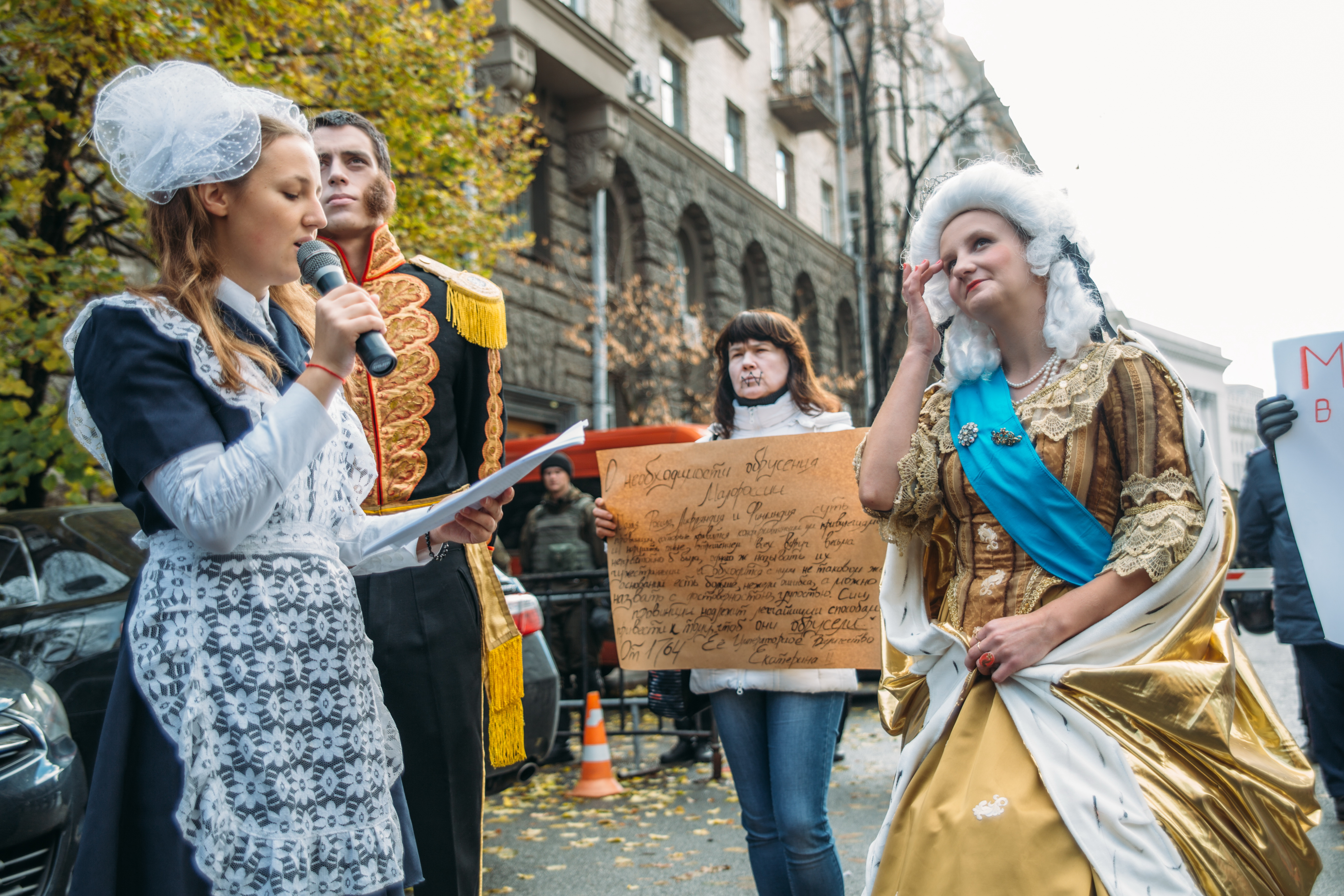
Зображення Катерини ІІ та її інструкції «Про обрусіння Малоросії (1764)». Акція проти русифікації, 2015

- 1709 — видано указ про обов'язкове цензурування в Москві всіх українських книжок[6]. Цар Петро І примусив скоротити число студентів Києво-Могилянської академії з 2000 до 161, а кращим науковцям звелів перебратися з Києва до Москви. Серед них були Інокентій Ґізель, Йоаникій Галятовський, Лазар Баранович, Дмитро Ростовський (Туптало), Стефан Яворський, Феофан Прокопович, Симеон Полоцький та багато інших. Вони відіграли головну роль у розвитку культурного життя тодішньої Московії[9].

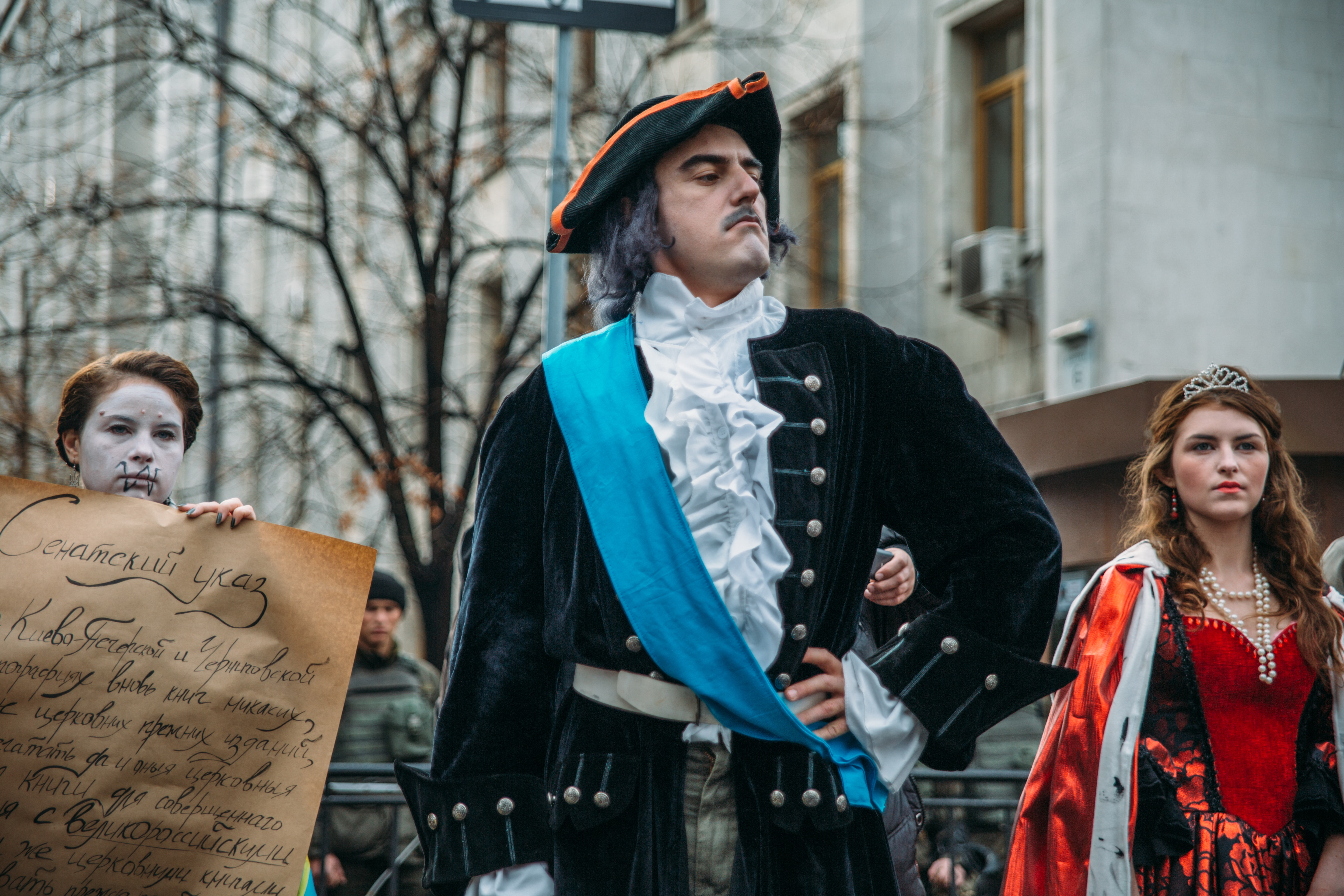
«Петро І» та «Сенатський указ 1720 р.» Перформанс проти русифікації, 2015 р.

- 1718 — за наказом Петра І спалення книгозбірні Києво-Печерської лаври.[17][18][19]
- 1720 – сенатський указ Петра І про заборону книгодрукування українською мовою і вилучення українських текстів з церковних книг[6][20][21][22]. Дозволявся лише передрук давніх видань, які не мали відрізнятися мовою і навіть наголосами від російської[23].
- 1721 — запроваджено мовну цензуру — приведення книг будь-яких українських видань у відповідність до російських видань[3][23].
- 1729 – наказ Петра ІІ переписати з української мови на російську мову всі державні постанови і розпорядження[9].

- 1731 – грамота імператриці Анни Іванівни з вимогою вилучити з українських церков книжки старого українського друку та замінити їх книжками московських видань та ввести викладання у колеґіумах російською мовою (рос. науки вводить на собственном российском языке)[22][24].
- 1734 – таємний указ Анни Іванівни правителеві України князю Олексію Шаховському у якому йому наказувалося всіляко перешкоджати українцям одружуватися з поляками та білорусами, «а спонукати їх й майстерним чином заохочувати їхні шлюби з великоросами»[25].
- 1763 – указ Катерини II про заборону викладати українською мовою в Києво-Могилянській академії[9].

- 1764 — секретна інструкція Катерини II новопризначенному генерал-прокурору Сенату князеві Олександру Вяземському про русифікацію України, Прибалтики, Фінляндії та Смоленщини[9][26].
- 1769 – заборона Синоду РПЦ друкувати та використовувати український буквар[9][22][27].
- 1775 – зруйнування Запорізької Січі[22] та закриття українських шкіл при полкових козацьких канцеляріях.
- 1780 — спалення книгозбірні Києво-Могилянської академії, що збиралася понад 150 років і була однією з найбагатших бібліотек Руси-України[9].
- 1784 — наказ Катерини II по всіх церквах імперії правити службу Божу російською мовою[9], позбавивши український народ власної книги, циркуляром заборонив викладання українською мовою у Києво-Могилянській академії та ввів обов'язкову російську мову в усіх училищах імперії[6].
- 1785—1800 — і пізніше, накази про обов'язкове виправлення мови опублікованих в Україні книг за російськими зразками надходили в різних редакціях[3].
- 1786 — у Києво-Могилянській академії єдиною мовою викладання визнано російську мову[3].
- 1789 – розпорядження Едукаційної комісії Сейму Речі Посполитої про закриття всіх українських шкіл[22]. З ініціативи Катерини II у Петербурзі видано «Порівняльний словник усіх мов», у якому українська мова значиться як російська, спотворена польською[9].

### XIX століття

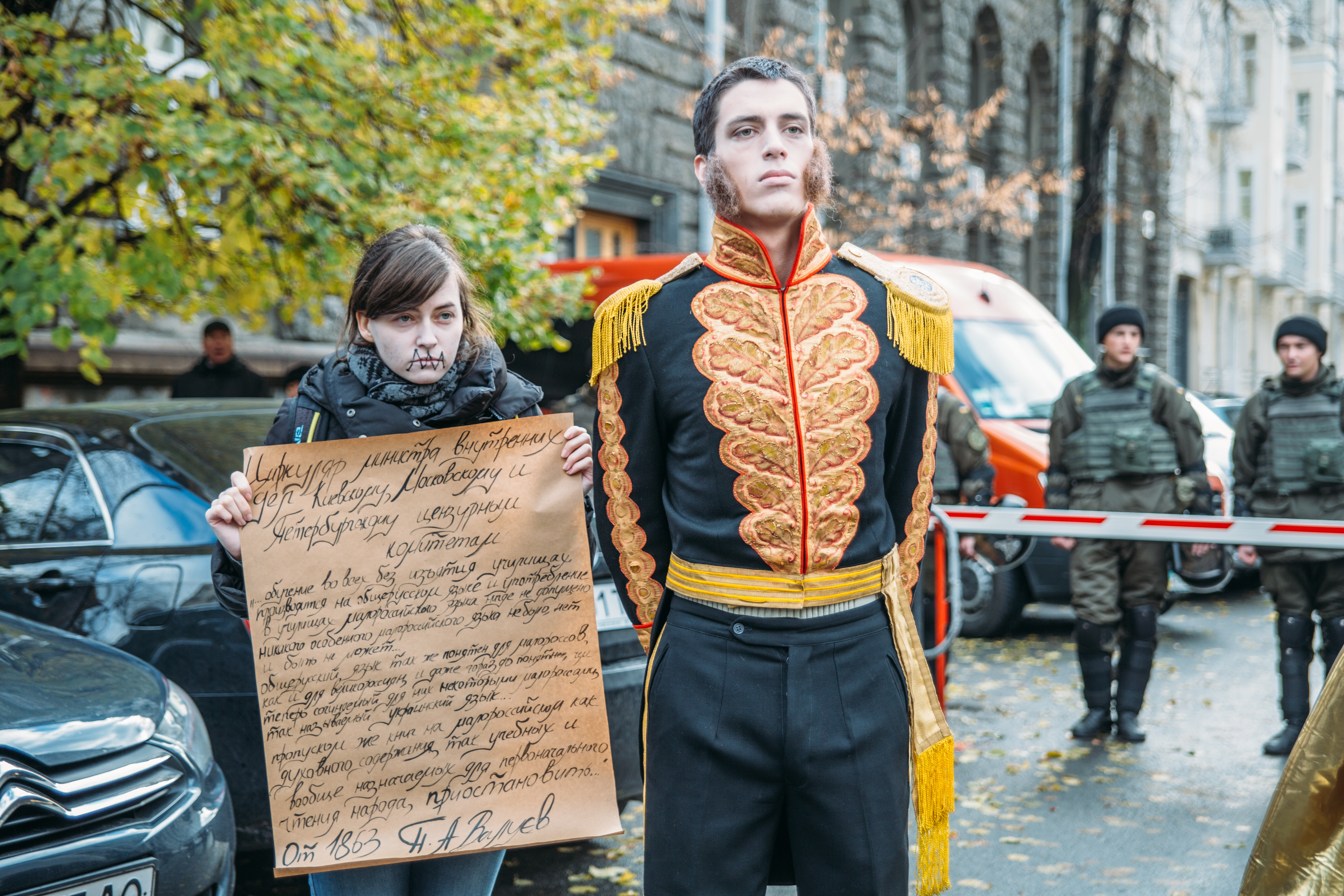
«Петро Валуєв» та його «циркуляр» біля Адміністрації Президента України, зображені учасниками перформансу проти русифікації, 2015 р.

- 1804 – за спеціальним царським указом усі україномовні школи були заборонені, що привело до цілковитої деградації українського населення.[28]
- 1817 – вимога папи Пія VII не допустити використання української мови в освіті[29], запровадження польської мови в усіх народних школах Західної України[9].
- 1832 – реорганізація освіти у Правобережній Україні на загальноімперських засадах із переведенням на російську мову навчання.
- 1837 — заборони й обмеження першого українського фольклорно-літературного альманаху української мовою Русалка Дністровая та переслідування його авторів в Австрійській імперії[30].
- 1847 – розгром Кирило-Мефодієвського товариства[9] й посилення жорстокого переслідування української мови та культури, заборона найкращих творів Шевченка, Куліша, Костомарова та інших.
- 1859 – міністерством віросповідань та наук Австрійської імперії в Королівстві Галичини та Володимирії і Герцогстві Буковина здійснено спробу замінити українську кириличну азбуку латинською[9].
- 1862 – закриття безоплатних недільних українських шкіл для дорослих в підросійській Україні[9].

- 1863 – Валуєвський циркуляр про заборону давати цензурний дозвіл на друкування україномовної духовної і популярної освітньої літератури: «ніякої окремої малоросійської мови не було, немає і не може бути»[6][31]. У результаті дії цього документа було припинено друк книжок українською мовою та закрито українські недільні школи[6].
- 1864 – прийняття Статуту про початкову школу, за яким навчання має проводитись лише російською мовою[9].
- 1869 – запровадження польської мови як офіційної мови освіти й адміністрації Королівства Галичини та Володимирії[9].
- 1870 – роз'яснення міністра освіти Російської імперії Д. Толстого про те, що «кінцевою метою освіти всіх інородців незаперечне повинно бути змосковщення»[9].
- 1876 – Емський указ Олександра ІІ (цей документ ще називають «указом Юзефовича»)[32] про заборону друкування та ввозу з-за кордону будь-якої україномовної літератури[9], а також про заборону українських сценічних вистав і друкування українських текстів під нотами[6], тобто народних пісень[33]. Вперше оприлюднено у книжці Савченко Ф., «Заборона українства», 1876 року. Емський указ залишався чинним протягом 30 років і фактично втратив силу лише після 1905 року, коли в Російській імперії затвердили нові правила книгодрукування. Проте його офіційного скасування так і не відбулося. Навіть після того, як науковці Імператорської академії наук Російській імперії (Ф. Корш, П. Фортунатов, О. Шахматов та інші підготували доповідну записку «Объ отмѣнѣ стѣсненій малорусскаго пѣчатнаго слова» (1905)[34] із засудженням обмежень, царський уряд заявив, що їх скасування є передчасним[6].
- 1881 – заборона викладання у народних школах та виголошення церковних проповідей українською мовою[9].
- 1884 – заборона Олександром III українських театральних вистав у всіх малоросійських губерніях[9].
- 1888 – указ Олександра III про заборону вживання української мови в офіційних установах і хрещення українськими іменами[9].
- 1892 – заборона перекладати книжки з російської мови українською[9].
- 1895 – заборона Головного управління в справах друку видавати українські книжки для дітей[9].

### XX століття

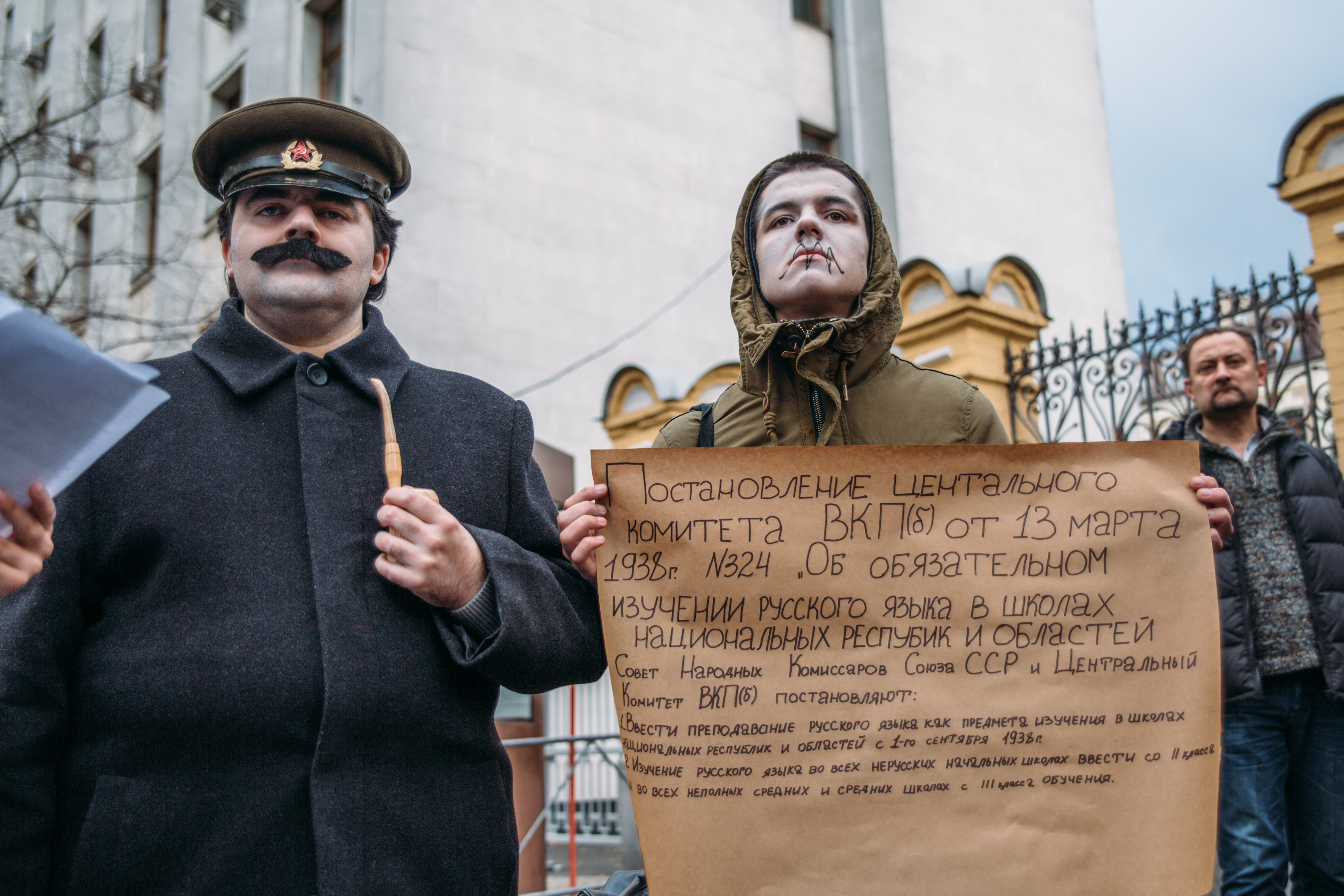
«Сталін» та імітація постанови «Про обов'язкове вивчення російської мови в школах національних республік й областей» біля Адміністрації Президента України. Перформанс проти русифікації та з вимогою законодавчого захисту української мови, що був проведений рухом Відсіч у День української писемності та мови 2015 року

- 1900 — і наступні роки. Цензура вилучає з текстів такі слова, як «козак», «москаль», «Україна», «український», «Січ», «Запоріжжя» та інші, які мають український національно-символічний зміст[9].
- 1903 — на відкритті пам'ятника І. Котляревському у Полтаві заборонено промови українською мовою[9].
- 1908 – через чотири роки після визнання Російською академією наук української мови мовою(!) Сенат оголошує україномовну культурну й освітню діяльність шкідливою для імперії[9].
- 1910 – закриття за наказом уряду Столипіна всіх українських культурних товариств, видавництв, заборона читання лекцій українською мовою, заборона створення будь-яких неросійських клубів[9][6].
- 1911 – постанова VII дворянського з'їзду у Москві про виключно російськомовну освіту й недопущення уживання інших мов у школах Російської імперії[9].
- 1913 – попечитель Київського навчального округу видав інструкцію, в якій заборонив учням та студентам відвідувати українські театральні вистави[35].
- 1914 – заборона відзначати 100-річчя Тараса Шевченка[36]; указ Миколи ІІ про скасування української преси[9][6].
- 1914, 1916 – кампанії помосковщення у Західній Україні; заборона українського слова, освіти, церкви[9].
- 1918 – захопивши Київ, московсько-більшовицькі інтервенти за кілька днів розстріляли 5 тисяч осіб, які розмовляли українською мовою, носили український національний одяг або у кого в хаті висів портрет Т. Шевченка[9].
- 1919 – більшість білогвардійських газет на півдні Росії «заборонило існування» України.
- 1922 – проголошення частиною керівництва ЦК РКП(б) і ЦК КП(б)У «теорії» боротьби в Україні двох культур — міської (московитської) та селянської (української), в якій перемогти повинна перша[9].
- 1924 – закон Польської республіки «Lex Grabski» про обмеження вживання української мови в адміністративних органах, суді, освіті на підвладних полякам українських землях[9].
- 1924 – закон Румунського королівства про зобов'язання всіх «румунів», котрі «загубили материнську мову», надавати освіту дітям лише в румунських школах[9]. Українцям було заборонено отримувати шкільну освіту українською мовою[6].
- 1925 – остаточне закриття українського «таємного» університету у Львові[9].
- 1926 – лист Сталіна «Товаришу Кагановичу та іншим членам ПБ ЦК КП(б)У» з санкцією на боротьбу проти «національного ухилу», початок переслідування діячів «українізації»[9].
- 1930 – проведення польським санаційним урядом акції «пацифікація» у Галичині з метою терору українських вчителів, священників, професорів, шкіл та осередків Просвіти.
- 1933 – телеграма Сталіна про припинення «українізації» і знищення більшості українських письменників. З українського правопису вилучено літеру «Ґ»[9]. 4 млн українців було замордовано під час геноциду.
- 1933 – скасування в Румунському королівстві міністерського розпорядження від 31 грудня 1929 p., котрим дозволялися кілька годин української мови на тиждень у школах з більшістю учнів-українців[9].
- 1934 – спеціальне розпорядження міністерства виховання Королівства Румунія про звільнення з роботи «за вороже ставлення до держави і румунського народу» всіх українських вчителів, які вимагали повернення до школи української мови[9].
- 1937 – початок польської програми «ревіндикації» зі знищенням українських культурних осередків, зокрема церкви, на території Другої польської республіки.

- 1938 – постанова РНК СРСР і ЦК ВКП(б) «Про обов'язкове вивчення російської мови в школах національних республік й областей»[9], відповідна постанова РНК УРСР і ЦК КП(б)У.
- 1938 – проведення польським урядом силами війська Полонізаційно-відновної акції.
- 1947 – операція «Вісла»; розселення частини українців з етнічних українських земель «урозсип» між поляками у Західній Польщі для прискорення їхнього ополячення[9].
- 1958 – закріплення у ст. 20 Основ Законодавства СРСР і союзних республік про народну освіту положення про вільний вибір мови навчання; вивчення усіх мов, крім російської, за бажанням батьків учнів[9].
- 1960—1980 – масове закриття українських шкіл у Польській Народній Республіці та Соціалістичній Республіці Румунія[9].
- 1961 – XXII з'їзд ЦК КПРС проголосив політику «злиття націй», що, по суті, означало тотальне зросійщення народів СРСР[9].
- 1962 — репресії проти захисників української мови[9].
- 1970 – наказ про написання дисертацій виключно російською мовою[9].
- 1972 – заборона партійними органами відзначати ювілей музею І. Котляревського в Полтаві[9].
- 1973 – заборона відзначати ювілей твору І. Котляревського «Енеїда»[9].
- 1974 – постанова ЦК КПРС «Про підготовку до 50-річчя створення Союзу Радянських Соціалістичних Республік», де вперше проголошується створення «нової історичної спільноти — радянського народу», офіційний курс на денаціоналізацію[9].
- 1978 – постанова ЦК КПРС і Ради Міністрів СРСР «Про заходи щодо подальшого вдосконалення вивчення і викладення російської мови в союзних республіках» («Брежнєвський циркуляр»)[9].
- 1978 – на Чернечій (Тарасовій) горі у Каневі спалив себе Олекса Гірник (з Калуша) на знак протесту проти русифікації України[9].
- 1983 – постанова ЦК КПРС і Ради Міністрів СРСР «Про додаткові заходи з поліпшення вивчення російської мови в загальноосвітніх школах та інших навчальних закладах союзних республік» («Андроповський указ»)[9], яким зокрема введено виплату 16 % надбавки до платні вчителям російської мови й літератури; директива колегії Міносвіти УРСР «Про додаткові заходи по удосконаленню вивчення російської мови в загальноосвітніх школах, педагогічних навчальних закладах, дошкільних і позашкільних установах республіки», спрямована на посилення помосковщення.
- 1984 – початок в УРСР виплат підвищеної на 15 % зарплатні вчителям російської мови порівняно з вчителями мови української[9].
- 1984 – наказ Міністерства культури СРСР про переведення діловодства в усіх музеях Радянського Союзу на російську мову[9].
- 1989 – постанова ЦК КПРС про «законодавче закріплення російської мови як загальнодержавної»[9].
- 1990 – прийняття Верховною Радою СРСР Закону про мови народів СРСР, де російській мові надавався статус офіційної[9].

### XXI століття
- 10 серпня 2012 — набував чинности закон України «Про засади державної мовної політики» (неофіційно — закон Колесніченка-Ківалова або «мовний закон»). Закон передбачав можливість офіційної двомовності в регіонах, де чисельність нацменшин перевищує 10 %.[37]
- 2014 — на окупованих РФ громадах Донецької області України, внесену раніше «українську мову» для видимості, проте, у школах кількість годин скорочено до однієї години і тиждень, а школи переводять повністю на російськомовні.[38] У 2020 її формальну присутність у «конституції» повністю скасовують.[39]
- 2016 — після окупації Росією Криму зачинено україномовні школи, станом на 2016 рік діє лише одна україномовна школа. Формально, викладання українською дозволене, неформально, подібні спроби активно блокуються.[40] В 2019-му, останню школу, яка заявленою є як україномовна переформатовують — причому, зі слів батьків, у «заявленій» школі, як україномовній всі предмети де факто були російською мовою.[41]
- 2020 — на окупованих Росією громадах Донецької області уроки української мови та літератури прибирають з програми, і для формальності вводять факультативи, які викладаються лише за умовою, що на це згодна половина класу. Зазвичай батьки дітей бояться виявити бажання проведення уроків української мови. Якщо їх проведення таки вдається добитись, вони умисно ставляться нульовими уроками.[42][43]
- 2022 — звернення депутата Держдуми Євгена Федорова до голови Міністерства науки РФ щодо створення в Росії Інституту регулювання норм української мови.[44]
- 2022 — на території громад Донецької та Луганської областей, які щойно були окуповані російськими військами, впроваджено русифікацію закладів освіти, з усуненням викладання української мови, української літератури та історії України.[45] Російські війська на тимчасово окупованих територіях вилучали та знищували українську літературу та підручники історії України.[46] Російські окупанти змушують вчителів міста здійснювати навчальний процес у школах російською мовою.[47] Російські сили чинять тиск на освітян в тимчасово окупованому Бердянську, але безрезультатно. На території Криму окупаційна російська влада 2022 року запровадила так звані табори перекваліфікації для вчителів з Херсонської, Харківської та Запорізької областей з метою переведення їх на «російські стандарти навчання».[48] Так звані «російські стандарти освіти» застосовувалися і щодо викрадених з окупованих територій українських дітей. Їх примушували вивчати російську мову.[49][50] В окупованому Мелітополі армія Росії знищує книги з історії України.[51]
- 2023 — На тимчасово окупованих територіях росіяни вилучають українські книги з фондів загальних та шкільних бібліотек та спалюють їх в котельнях.[52]
- 2024 — За даними опублікованого 20 червня звіту «Навчання в окупації: примусова русифікація системи освіти на окупованих територіях України» від правозахисної організації Human Rights Watch, російська окупаційна влада та інші російські високопосадовці вживали та продовжують вживати заходів задля викорінення української мови на загарбаних територіях[53] Також російські окупаційні адміністрації заборонили Святого Миколая, колядки й вертепи.[54][55][56]

## Репресовані носії знань української мови
- Лесевич Володимир Вікторович у Російській імперії був засновником першої школи з викладанням наук українською мовою по 1862 році, яку за доносом було знищено російською владою в Україні[57][58].
- Тарнавський Петро Іванович у 1919 році входить до складу ініціативного Комітету мирян і священиків українського походження в Московській Патріархії РПЦ з метою перекладу молитов і текстів богослужіння на сучасну українську мову. А 22 травня 1919 р. у військовому Миколаївському соборі в м. Києві брав участь у першій відправі служби Божої українською мовою[59]. Репресований в 1938 р..
- Антоненко-Давидович Борис Дмитрович — відмовлявся зросійщувати словники української мови у підросійській УРСР. Репресований в 1935 році.
- Лісовий Василь Семенович (логік) — репресований у 1972 р. в УРСР, розробляв філософські праці українською мовою[60].
- Пронюк Євген Васильович (дослідник історії української філософії та суспільної думки в Україні) — репресований у 1972 р. в УРСР, розробляв філософські праці українською мовою[60].
- Кримський Агатангел Юхимович.

## Протидія лінгвоциду
25 квітня 2019 року ухвалений Закон України «Про забезпечення функціонування української мови як державної», який забезпечує пріоритетність української мови у понад 30 сферах суспільного життя: у державному управлінні, ЗМІ, сфері освіти, науки, культури, реклами, послуг. Водночас він є достатньо гнучким щодо застосування інших мов поруч з українською і взагалі ніяк не регулює приватного спілкування.
Станом на березень 2022 року 83 % громадян України підтримують, щоб українська залишалася єдиною державною мовою в країні.